# Не нехтуй своєю дружиною
Не нехтуй своєю дружиною (англ. Don't Neglect Your Wife) — американська мелодрама режисера Воллеса Ворслі 1921 року.

## Сюжет
Дружина відомого в Сан-Франциско лікаря, відчуваючи знехтуваною чоловіком, привертає увагу молодого газетного репортера. Хоча вони переводять взаємовідносини до «наступного рівня», чоловік з'ясовує про них і примушує молодого чоловіка залишити місто. Пригнічений, він відмовляється від своєї кар'єри, переїжджає до Нью-Йорка і стає алкоголіком в одному з найнебезпечніших районів у місті. Дружина лікаря намагається його знайти.

## У ролях
- Мейбл Жюльєнна Скотт — Меделін
- Льюїс Стоун — Ленгдон Мастерс
- Чарльз Клері — доктор Говард Телбот
- Кейт Лестер — місіс Хант Маклейн
- Артур Хойт — Бен Треверс
- Жозефін Кроуелл — місіс Еботт
- Даррел Фосс — Холт
- Норма Гордон — Сибіл Гірі
- Річард Такер — Джордж Гірі
- Р. Д. Маклін — містер Хант Маклейн